# Мері Монтегю
Леді Мері Вортлі-Монтегю, до шлюбу П'єрпонт (англ. Mary Wortley Montagu); 15 травня 1689, Лондон — 21 серпня 1762, Лондон
) — англійська письменниця і мандрівниця, протофеміністка. Відома науково цінними «Турецькими листами», першим твором світської жінки про мусульманський Схід. Вперше привезла в Європу ранню техніку щеплення віспи (варіоляція).
Дружина посла Британської імперії в Османській імперії, представниця вищої аристократії Великої Британії (з сім'ї герцога; чоловіком її дочки був прем'єр-міністр Джон Стюарт).

## Життєпис
Мері П'єрпонт народилася в Лондоні 15 травня 1689 року у забезпеченій сім'ї Евеліна П'єрпонта, 5-го графа Кінгстон-на-Халлі. Хрещена 26 травня у церкві Святого Павла в Ковент-Гарден. Родині належали маєток Торсбі-хол і Хольм-П'єрпонт у Ноттінгемширі, будинок у Вест-Діні в Вільширі. У Торсбі-холі розташовувалася одна з найкращих приватних бібліотек Англії, і Мері з любов'ю користувалася нею. Бібліотека була втрачена під час пожежі Торсбі-холу в 1744 році.
У коло близьких друзів леді Мері входила Мері Естел, відома боротьбою за права жінок, і Енн Вортлі Монтегю, онука графа Едварда Монтегю. Вона вела з Монтегю жваве листування, однак листи Монтегю часто були обробками чернеток, написаних її братом сером Едвардом Вортлі Монтегю. Після смерті Енн в 1709 році листування Едварда і Мері продовжилася безпосередньо, і Монтегю зробив П'єрмонт пропозицію.
Батько Мері, до цього часу виведений в маркізи Дорчестера, відмовив Монтегю, не бажаючи робити його спадкоємцем своїх володінь. Переговори не дали результату, і зважаючи на те, що Евелін П'єрпонт збирався видати дочку за іншого претендента на її руку, в 1712 році Едвард і Мері втекли і таємно повінчалися.
Перші роки сімейство провело відокремлено, а в 1715 році чоловік став членом парламенту від Вестмінстера, а незабаром після цього лордом-комісіонером Скарбниці. Незабаром леді Мері Монтегю приєдналася до нього у Лондоні і завдяки гострому розуму швидко завоювала важливе місце при дворі.
У 1716 році Едвард Вортлі Монтегю був призначений послом Великої Британії в Стамбулі. Подорож туди і життя в Стамбулі леді Мері описала в так званих «Листах з турецького посольства». Ці листи надихнули ряд наступних мандрівниць-письменниць і орієнтальне мистецтво Європи. В 1717 Едвард Монтагю був відкликаний, але подружжя прожило в Стамбулі до 1718 року.
Мері Монтегю привезла в Лондон зі Стамбула відомості про прийняту в Османській імперії варіоляцію — ранню практику щеплення віспи. Вона залишалася єдиним засобом щеплення віспи до винаходу Едвардом Дженнером більш безпечної вакцинації за допомогою коров'ячої віспи в 1790-х. Незважаючи на опозицію британських медиків і громадськості, які вважали варіоляцію негідним «орієнтальним» методом, діти королівської родини були успішно вакциновані проти віспи.